# Onosma
Genre
Onosma est un genre de plantes herbacées la famille des Boraginacées.

## Liste d'espèces
- Onosma arenaria Waldst. et Kit.
- Onosma echioides L.
- Onosma polychroma Klokov ex Popov
- Onosma simplicissima L.
- Onosma tornensis Jáv.
- Onosma tricerosperma Lag. (nombre important de sous-espèces dont Onosma tricerosperma subsp. fastigiata (Braun-Blanq.) G.López, 1994, présent sur terrain calcaire aride, en particulier dans les Causses du Massif central et dans les Alpes du sud au-dessus de 600 m d'altitude).

## Illustrations

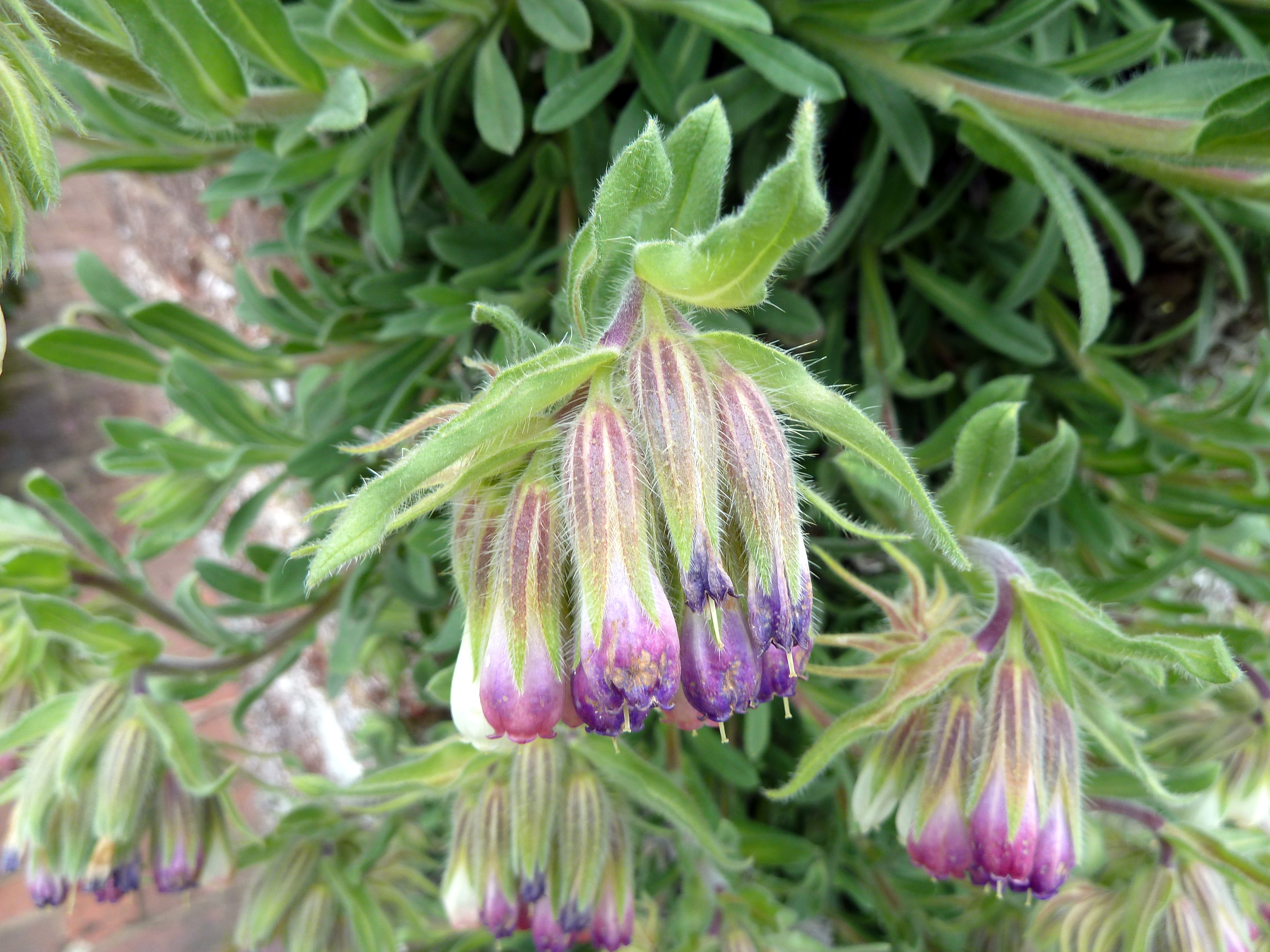
Onosmal alborosea à Sissinghurst dans le Kent (Royaume-Uni) Château de Sissinghurst
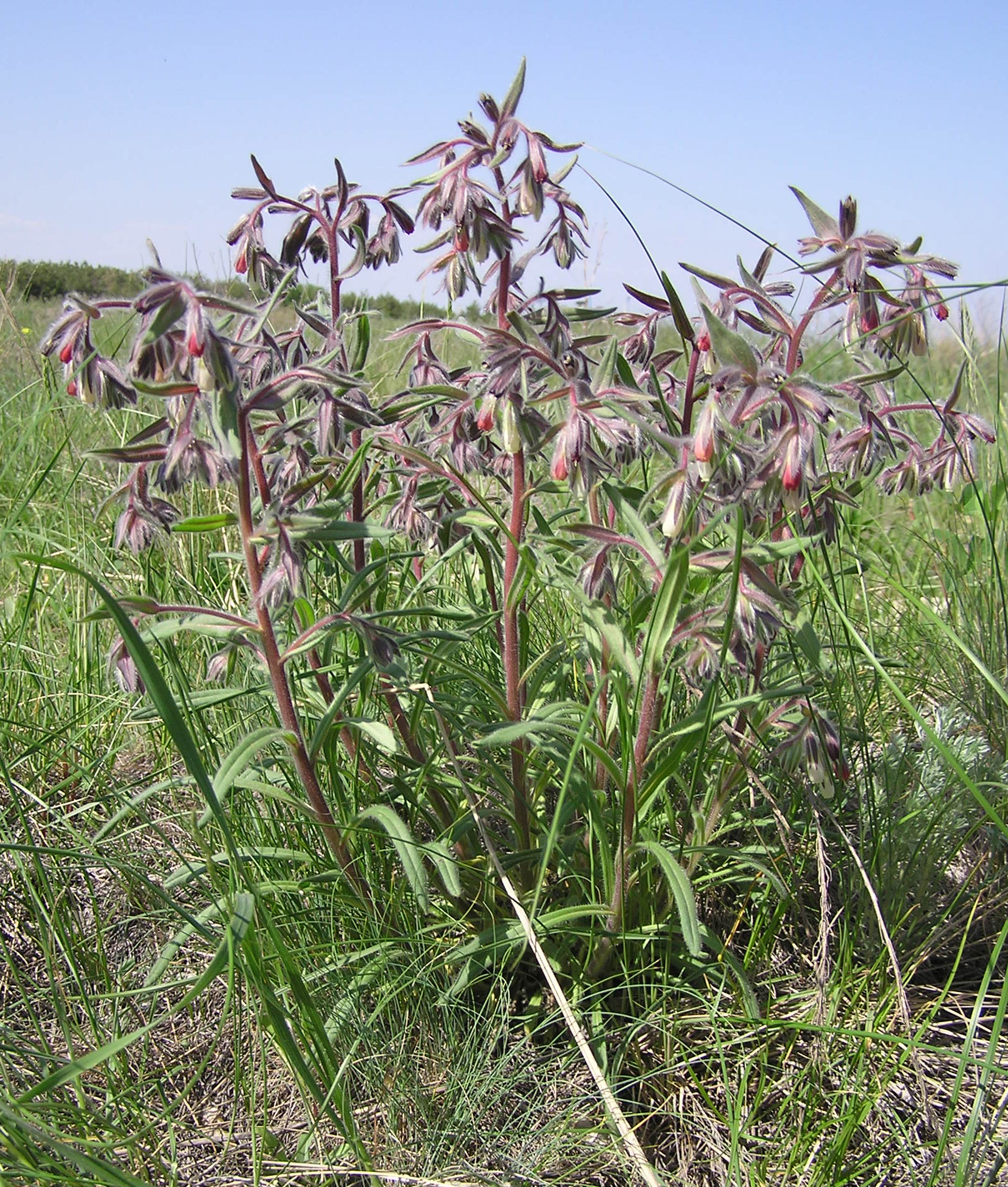
Onosma polychroma dans la région de Saratov (Russie)
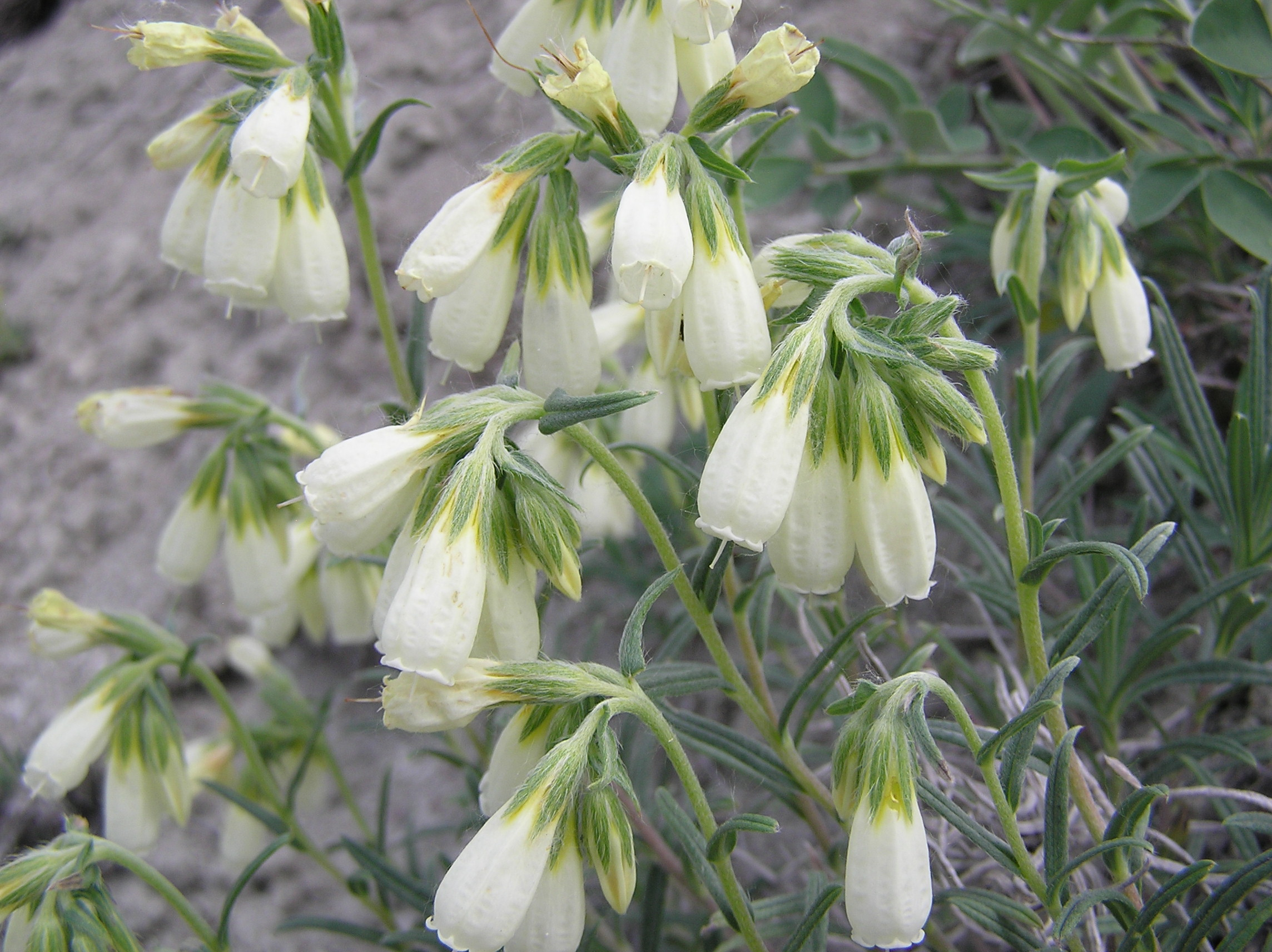
Onosma simplicissima subsp. volgensis Dobrocz. poussant sur une pente calcaire dans la région de Saratov